# Диселенид кремния
Диселени́д кре́мния — бинарное неорганическое соединение
кремния и селена
с формулой SiSe2,
тёмные кристаллы с неприятным запахом,
реагирует с водой.

## Получение
- Пропускание селеноводорода над раскалённым докрасна кремнием:

{\displaystyle {\mathsf {Si+2SeH_{2}\ {\xrightarrow {T}}\ SiSe_{2}+2H_{2}}}}

## Физические свойства
Диселенид кремния образует тёмные кристаллы
ромбической сингонии, пространственная группа I bam, параметры ячейки a = 0,9669 нм, b = 0,5998 нм, c = 0,5851 нм, Z = 4,
структура типа сульфида кремния SiS2
.
Соединение является полупроводником .

## Химические свойства
- Реагирует с водой:

{\displaystyle {\mathsf {SiSe_{2}+2H_{2}O\ {\xrightarrow {}}\ SiO_{2}+2SeH_{2}\uparrow }}}